# Xã Monson, Quận Traverse, Minnesota
Xã Monson (tiếng Anh: Monson Township) là một xã thuộc quận Traverse, tiểu bang Minnesota, Hoa Kỳ. Năm 2010, dân số của xã này là 133 người.